# Dimas Galih Pratama
Dimas Galih Pratama (sinh ngày 23 tháng 11 năm 1992) là một cầu thủ bóng đá người Indonesia hiện tại thi đấu ở vị trí thủ môn cho Persebaya Surabaya ở Liga 2.

## Danh hiệu

### Câu lạc bộ
Persebaya Surabaya
Vô địch
- Liga 2: 2017